# Raspberry Pi
Na informática, o Raspberry Pi é uma série de microcomputadores de placa única multiplataforma, de tamanho reduzido com componentes integrados. Série de plataformas programáveis de prototipagem eletrônica (para testes e projetos eletrônicos) de placa única, que permite aos usuários criar objetos eletrônicos interativos e independentes, que se conecta a um monitor de computador ou televisão, e usa um teclado e um mouse padrão. Desenvolvido a partir de 29 de fevereiro de 2012, pela Fundação Raspberry Pi, com objetivo de promover o ensino em Ciência da Computação básica em escolas, inclusão e empoderamento social.
Considerado uma consagrada marca de videogames e, devido ao pequeno porte uma excelente plataforma para a indústria, casas inteligentes e, a Internet das Coisas (IOT), acessível a todas as idades, marcando a competitividade em maior escala, primeiro mundo de modo abrangente, qualidade total, melhorando no nível de empregabilidade, por tecnologias que nos permitem adentrar na era dos exabytes, da revolução digital, ad-hoc, promovendo procedimentos específicos, inovação tecnológica (saída resiliente aos entraves sociais), mais dados sobre a vida na nuvem e Big Data, os negócios e as atividades finas, core business.
O Raspberry Pi versão 1 (ou Model B) foi baseado em um sistema-em-um-chip (SoC) ou microcontrolador Broadcom BCM2835, que inclui um processador ARM1176JZF-S de 700 MHz, GPU VideoCore IV, e memória RAM com 512 MB. O projeto não possui uma memória não-volátil (como um disco rígido), mas possui uma entrada de cartão SD para armazenamento de dados.

## Modelos
Modelos do Raspberry Pi, listado do mais fraco ao mais forte:
|            | Model B                | Model A          | Model B+         | Pi 2 Model B                       | Pi Zero                | Pi Zero W              | Pi Zero 2 W                       | Pi 3 Model B             | Pi 3 model B+                       | Pi 4 Model B               | Pi 400                      | 5                                                |
| ---------- | ---------------------- | ---------------- | ---------------- | ---------------------------------- | ---------------------- | ---------------------- | --------------------------------- | ------------------------ | ----------------------------------- | -------------------------- | --------------------------- | ------------------------------------------------ |
| Lançamento | 15/02/2012             | fevereiro/2013   | julho/2014       | 01/02/2015                         | 30/11/2015             | 28/02/2017             |                                   | 29/02/2016               | 2018                                | 2019                       |                             | 2023                                             |
| Preço US$  |                        | US$20.00         |                  | US$35.00                           | US$5.00                | US$10.00               |                                   | US$35.00                 | US$35.00                            | US$35.00 a US$55.00        |                             |                                                  |
| Tipo Chip  | Broadcom BCM2835       | Broadcom BCM2835 | Broadcom BCM2835 | Broadcom BCM2836 quad-core 900 MHz | Broadcom BCM2835 1 GHz | Broadcom BCM2835 1 GHz | Broadcom BCM2710A1 quatro-núcleos | Broadcom BCM2837 1.2 GHz | Broadcom BCM2837B0 1.4 Ghz          | Broadcom BCM2711 1.5GHz    | BCM2711C0 quad-core 1,8 GHz | Broadcom BCM2712 quad-core 2.4 GHz               |
| Tipo Core  | ARM1176JZF-S           | ARM1176JZF-S     | ARM1176JZF-S     | Cortex-A7                          | ARM1176JZF-S           | ARM1176JZF-S           | Cortex A53                        | Cortex-A53 64-bit        | Cortex-A53 (ARMv8) 64-bit quad-core | Cortex-A72 (ARM v8) 64-bit | Cortex A72                  | ARM Cortex-A76 64-bit (L2 512 KB e L3 2 MB)      |
| Nº Core    | 1                      | 1                |                  | 4                                  | 1                      | 1                      |                                   | 4                        | 4                                   | 4                          |                             | 4                                                |
| Clock CPU  | 700 MHz                | 700 MHz          |                  | 900 MHz                            | 1 GHz                  | 1 GHz                  |                                   | 1.2 GHz                  | 1.4 GHz                             | 1.5GHz                     | 1,8 GHz                     | 2.4 GHz                                          |
| GPU        | VideoCore IV           | VideoCoreIV      | VideoCore IV     | VideoCore IV                       | VideoCore IV           | VideoCore IV           |                                   | VideoCore IV             | VideoCore IV                        | VideoCore VI               | VideoCore VI 500 MHz        | VideoCore VII suporte OpenGL ES 3.1 e Vulkan 1.2 |
| RAM        | 512 MB (256 - model A) | 256 MB           | 512 MB           | 1 GB                               | 512 MB                 | 512 MB                 |                                   | 1 GB                     | 1GB LPDDR2 (900 MHz)                | 2GB, 4GB ou 8GB            | 4 GB                        | 4 GB ou 8 GB LPDDR4X-4267 SDRAM                  |
| Ethernet   | 1                      |                  | 1                | 1                                  | mini HDMI              | 1 duas micro HDMI      |                                   |                          |                                     |                            |                             | 1 suporte PoE+ HAT                               |
| Wireless   | X                      | X                |                  | X                                  | X                      | 802.11n                | 802.11ac                          | 802.11n                  | 802.11 b/g/n/ac 2.4GHz/5.0GHz       | 802.11ac 2.4 GHz/5.0 GHz   |                             | Dual-band 802.11ac                               |
| Bluetooth  | X                      | X                |                  | X                                  | X                      | 4.1 (BLE)              | 5.0                               | 4.1 (BLE)                | 4.2 (BLE)                           | 5.0 (BLE)                  |                             | 5.0 (BLE)                                        |
| PCIe       | X                      | X                |                  | X                                  | X                      | X                      | X                                 |                          | X                                   | X                          |                             | PCIe 2.0                                         |
| Consumo    | 500 mA                 | 180 mA           |                  | 350 mA                             | 100 mA                 | 150 mA                 |                                   | 350 mA                   | 500 mA                              | 600 mA                     |                             |                                                  |

## História
Em 2006, os primeiros conceitos do Raspberry Pi foram baseados no microcontrolador Atmel ATmega644. Nesse tempo seus esquemas e layout de PCB foram disponíveis  ao público. A Fundação trustee Eben Upton reuniu professores,  acadêmicos e admiradores da computação para criar um computador que motivasse as crianças a desenvolverem algo criativo. O computador é inspirado da Acorn BBC Micro de 1981 Modelo A, Modelo B e Modelo B+ são referências aos modelos originais de escolaridade do computador BBC Micro britânico, desenvolvido pela Acorn Computers. A primeira versão de arquitetura ARM do Raspberry Pi foi montado em um pacote do mesmo tamanho de uma memória stick USB.Tinha uma porta USB em uma extremidade e uma porta HDMI na outra.
O objetivo da Fundação era oferecer o computador por um preço  bem acessível, em duas versões: US $ 25 e US $ 35. Eles começaram a aceitar encomendas pelo modelo B que era o de maior preço (US $ 35), em 29 de fevereiro de 2012,  e o pelo modelo A, de menor preço (US $ 25),  em 4 de Fevereiro de 2013. A diferença entre o Modelo A para o Modelo B, é que o primeiro não tem interface de rede.
Pré-lançamento
- Agosto de 2011 - 50 tabuleiros alfa são fabricados. Estas placas eram funcionalmente idênticas ao modelo B planejado,  mas eram fisicamente maiores para poder acomodar os cabeçalhos de depuração. Em manifestações do conselho foi mostrado o computador em execução na área de trabalho LXDE no Debian, Quake 3 em 1080p e Full HD MPEG-4 com HDMI.

- Outubro de 2011 - A versão do RISC OS 5 foi demonstrada em público e após um ano de desenvolvimento do porto foi liberado para o consumo geral em novembro de 2012.
- Dezembro de 2011 - Vinte e cinco placas de beta modelo B foram montados e testados. O layout do componente das placas beta foi o mesmo que em outros quadros de produção. Um único erro foi descoberto no projeto da placa, onde não foram erguidos alguns pinos na CPU, que foi fixado  na primeira linha de produção.  As placas de beta foram demonstradas com a inicialização do Linux, mostrando um trailer do filme de 1080p e uma referência Rightware Samurai OpenGL ES.
- No início de 2012 - Durante a primeira semana do ano, as primeiras 10 placas foram colocadas para leilão no eBay. Uma foi comprada de forma anônima e doada ao museu no Centro de Computação de História em Suffolk, Inglaterra. Foram arrecadados mais de £ 16,000, com a última a ser leiloada, número de série n º 01, levantando £ 3,500, antecipando o lançamento antecipado no final de fevereiro de 2012, os servidores da Fundação lutado para lidar com a carga colocada por observadores.

## Lançamentos
Raspberry Pi Modelo A
- 19 de fevereiro de 2012 – O primeiro teste de imagem em cartão SD, conceito que afirmava que poderia ser carregado em um cartão SD um sistema operacional. A imagem foi baseada no Debian 6.0 (Squeeze), com o desktop LXDE e o navegador Midori, além de várias ferramentas de programação. A imagem também é executado no QEMU permitindo que o Raspberry Pi fosse imigrando para várias outras plataformas.
- 29 de fevereiro de 2012 - As vendas iniciais começaram em 29 de fevereiro de 2012. Ao mesmo tempo, foi anunciado que o Modelo A, originalmente ter tido 128 MB de RAM, era para ser atualizado para 256 MB antes do lançamento. O site da Fundação anunciou também: "Seis anos após o início do projeto, está quase no final da nossa primeira linha de desenvolvimento, embora seja apenas o começo da história Raspberry Pi ". Os web-shops dos dois fabricantes licenciados que vendem Raspberry Pi de dentro do Reino Unido, Premier Farnell e RS Components , tinha seus sites paralisadas pelo tráfego pesado na web logo após o lançamento. Relatos não confirmados sugerem que havia mais de dois milhões de manifestações de interesse ou pré-encomendas. Na página do Twitter do Raspberry Pi informou que a Premier Farnell esgotou em poucos minutos após o lançamento inicial, enquanto a RS Components levou mais de 100 mil pré encomendas no primeiro dia. Os fabricantes foram notificados em março de 2012 para tomar um "bom número" de pre-orders.
- Março de 2012 – Os atrasos para o primeiro lote foi anunciado em março de 2012, como resultado da instalação de uma porta Ethernet incorreta, mas a Fundação espera que as quantidades de lotes futuros de produção poderia ser aumentada com pouca dificuldade, se necessário .  "Temos assegurado que pode levá-los [os conectores Ethernet com o magnetismo] em grande número e o Premier Farnell e  a RS Components [as duas distribuidoras] têm sido fantásticos para ajudar aos componentes de origem", disse Upton. O primeiro lote de 10 mil placas foi fabricado em Taiwan e na China.
- Março de 2012 - A porta Debian é projetada por Mike Thompson, ex-CTO da Atomz. O esforço foi em grande parte realizada por Thompson e Peter Green, um voluntário desenvolvedor Debian, com algum apoio da Fundação, que testou e compilou todos os binários resultantes que os dois produzidas durante as fases iniciais (nem Thompson nem Verde teve acesso físico ao hardware, como tábuas não foram amplamente acessível no momento, devido à demanda). Embora também foi baseada no Debian o teste preliminar antes do lançamento, ela se diferenciava da de Thompso. A imagem POC foi baseada em seguida estável Debian Squeeze, enquanto Raspbian teve como objetivo acompanhar então os próximos pacotes Debian Wheezy.  Além dos pacotes atualizados que viriam com a nova versão, Wheezy foi também preparada para apresentar a arquitetura armhf, que se tornou a razão de ser para o esforço Raspbian. A imagem POC-base Squeeze limitou-se à arquitetura Atmel, que era, na época do lançamento do Squeeze, já  em Linux, o seu diferencial é que a conexão colaborativa de suas comunidades melhoram o desgaste de vínculos naturais dos profissionais de TI, uma vez que vivemos sem estes novos conceitos de cooperação nas plataformas mais proprietárias e comerciais de prateleira, mais frias por assim dizer, estas comunidades livres também resolvem os seus próprios problemas por fóruns de sites mundo afora, Facs e grupos de discussões tanto do Google quanto os principais, tendo todos os seus colaboradores aprendizados maiores de mercados horizontais de TI, visão maior de contexto mercadológico, muito mais do que os mercados verticais de TI, os de suas origens de trabalhos até mais símplices, melhorando significativa e mutuamente tanto a qualidade do trabalho, quanto as suas experiências pessoais e profissionais. Nesta foi a mais recente tentativa do projeto Debian ter Debian executado no mais recente ARM EABI.  A arquitetura armhf em Wheezy pretendia fazer rodar Debian no hardware ARM VFP unidade de ponto flutuante, enquanto atmel foi limitado a emular as operações de ponto flutuante em software. Uma vez que o Raspbarry Pi incluído um FoxPro, foi capaz de fazer uso da unidade de hardware resultou em ganhos de desempenho e redução do consumo de energia para operações de ponto flutuante. O esforço armhf do caput Debian, no entanto, foi ortogonal ao trabalho em torno do Pi e só se destina a permitir Debian para rodar em ARMv7, no mínimo, o que significaria a Pi, um dispositivo ARMv6k, não seriam beneficiados. Como resultado, Thompson e verde começou a construir os 19.000 pacotes Debian para o dispositivo usando um cluster de compilação personalizada.

Pós-lançamento
- 16 de abril de 2012 - Relatórios aparecem desde os primeiros compradores que tinham recebido seu Raspberry Pi.
- 20 de abril de 2012 - Os esquemas para o modelo A e modelo B são liberados.
- 18 maio de 2012 - A Fundação informou em seu blog sobre um módulo protótipo de câmera que haviam testado. O protótipo utilizado um módulo de 14 megapixels.
- 22 de maio de 2012 -. Mais de 20.000 unidades tinham sido enviados.
- 16 de julho de 2012 -. Anunciou-se que 4.000 unidades foram sendo fabricados por dia.
- 24 de agosto de 2012 - Hardware acelerado vídeo (H.264), codificação fica disponível depois que se soube que a licença existente também coberto de codificação. Anteriormente, pensava-se que a codificação seria adicionado com o lançamento do módulo da câmera anunciada.  No entanto, não existe nenhum software estável para codificação H.264. Ao mesmo tempo, a Fundação lançou dois codecs adicionais que podem ser comprado separadamente, MPEG-2 e do Microsoft VC-1. Também foi anunciado que o Pi vai implementar CEC, o que lhe permite ser controlado com o controle remoto da televisão.
- Julho 2012 -. Lançamento de Raspbian.
- 5 de setembro de 2012 - A Fundação anunciou uma segunda revisão do Raspberry Pi Modelo B. A revisão 2.0 da placa é anunciado, com uma série de correções e pequenas melhorias.
- 6 de setembro de 2012 - Anúncio de que, no futuro, a maior parte das unidades de Raspberry Pi seria fabricado no Reino Unido, na fábrica da Sony em Pencoed, Wales. A Fundação estima que a fábrica iria produzir 30 mil unidades por mês, e iria criar cerca de 30 novos postos de trabalho.
- 15 outubro de 2012 - É anunciado que o novo Raspberry Pi Modelo Bs estão a ser equipado com 512 MB em vez de 256 MB RAM .
- 24 de outubro de 2012 - A Fundação anuncia que "todo o código do driver VideoCore que é executado no ARM" foi lançado como software livre sob a licença BSD, o que o torna mais um ativo-fixo de software do que um ativo-permanente, tornando-se "o primeiro SoC multimídia baseados em ARM que era totalmente funcional e de modo a reduzir o TCO - Custo total de propriedade, em termos de TI, melhorando o acesso a mercados diversificados, nivelando por cima a qualidade da TI mundial. Desde os drivers de código aberto", embora esta alegação não fora aceita universalmente. Em 28 de fevereiro de 2014, que também anunciou o lançamento de uma documentação completa para o núcleo VideoCore IV gráficos, e uma versão completa dos gráficos empilhados sob uma licença BSD de 3 cláusulas.
- Outubro 2012 - Foi relatado que alguns clientes de um dos dois principais distribuidores estavam esperando mais de seis meses para as suas encomendas. Isto foi relatado por causa das dificuldades em obter a CPU.
- 3 de junho de 2013 - 'New Out Of Box Software ou NOOBS é introduzido. Isso faz com que o Raspbarry Pi seja de mais fácil utilização, simplificando a instalação de um sistema operacional. Em vez de usar um software específico para preparar um cartão SD, um arquivo é descompactado e os conteúdos copiados para uma FAT formatado (4 GB ou maior) do cartão SD. Esse cartão pode ser carregado no Raspberry Pi e uma escolha de seis sistemas operacionais é apresentado para a instalação no cartão. O sistema também contém uma partição de recuperação que permite a recuperação rápida do sistema operacional instalado, ferramentas para modificar o config.txt e um botão de ajuda on-line e navegador web que direciona aos Fóruns Raspberry Pi.
- Outubro 2013 - A Fundação informa que o milionésimo Pi tinham sido fabricados no Reino Unido .
- Novembro 2013: eles anunciam que o número de dois milhões Pi foram enviados entre 24 e 31 de Outubro .
- 28 fevereiro de 2014 - No dia do segundo aniversário do Raspberry Pi, Broadcom, juntamente com a Fundação Raspberry PI, anunciou a liberação de toda a documentação para o núcleo VideoCore IV gráficos [esclarecimentos necessários], e uma liberação completa fonte dos gráficos empilhar sob uma licença BSD de 3 cláusulas.
- 14 de julho de 2014 - O blog oficial do Raspberry Pi anunciou o Raspberry Pi Modelo B +. A evolução final do original Raspberry Pi pelo  mesmo preço que o original Raspberry Pi Modelo B, mas incorporando inúmeras pequenas melhorias".
- 26 de novembro de 2015 - Foi lançado a versão PI zero(custando 5 dolares).O Raspberry Pi Zero conta com um processador Broadcom de 1 GHz, baseado no  ARM11. O computador dispõe de 512 MB de memória RAM DDR2 de baixa energia e slot para cartão microSD. Há milhares de possibilidades de periféricos e aplicativos já disponíveis neste proceder multiplataforma. Seu grande desafio é melhorar a resistência de seus materiais de memória, a fim de que esta memória tenha uma maior longevidade do que já detêm a tecnologia SSD, no contexto mundial mais dela do que do Raspberry Pi.

## Hardware

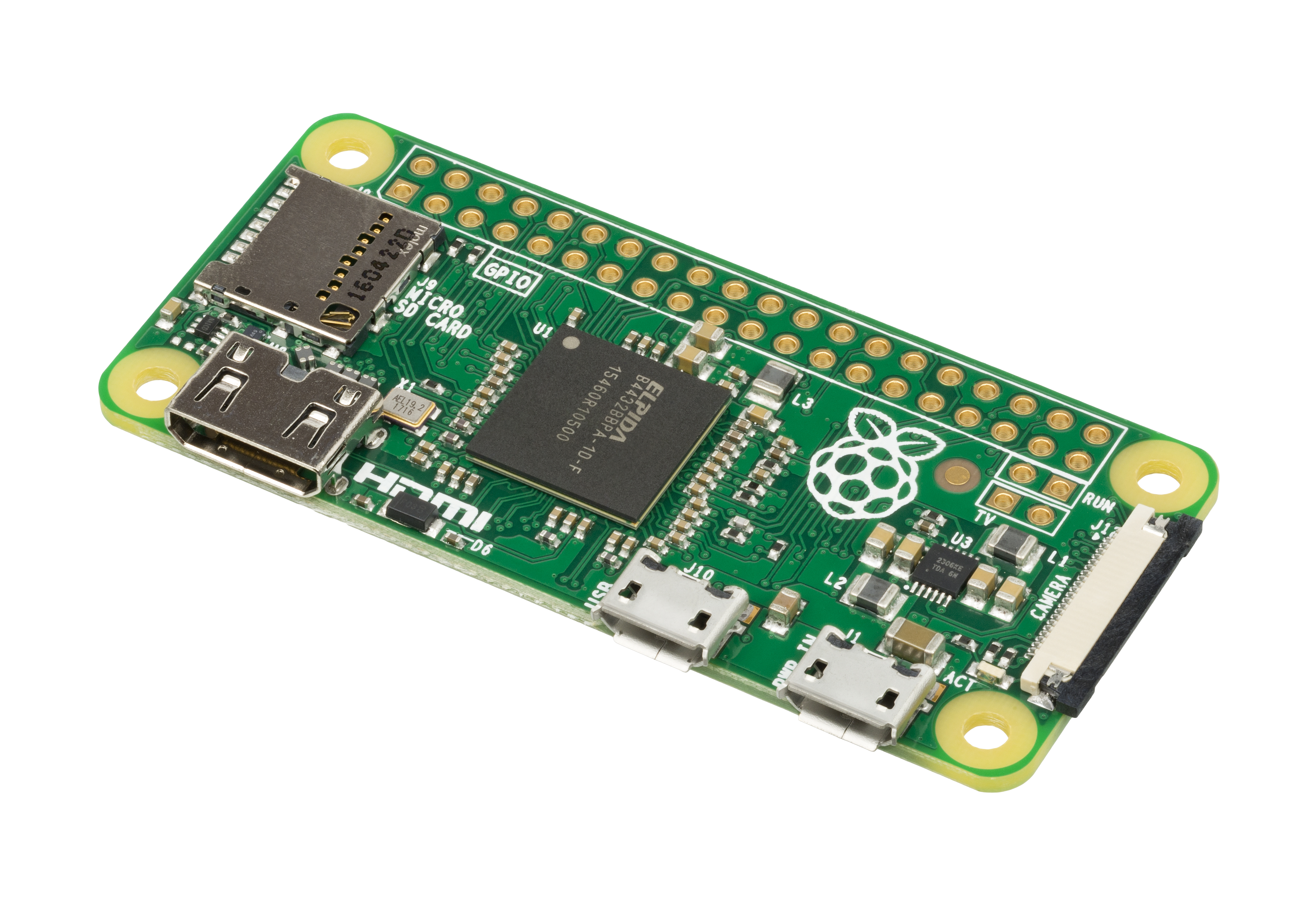
Raspberry Pi Zero, lançado em 2015.

Existem atualmente dois modelos: Modelo A e Modelo B.  A grande diferença entre os dois modelos é que o Modelo B possui um controlador Ethernet e duas portas USB, enquanto que o Modelo A possui apenas uma porta USB e nenhuma porta de Ethernet.

### Processador
Com cache de nível L2 de 128 KB, usado principalmente pela placa de vídeo(GPU), não CPU.
A Broadcom SoC usado no Raspberry Pi é equivalente a um chip usado em um smartphone antigo (Android ou iPhone). Ao operar em 700 MHz por padrão, o Raspberry Pi oferece um desempenho mais ou menos equivalente aos 0.041 GFLOPS. No nível CPU, o desempenho é semelhante a um Pentium II 200 MHz de 1997-1999. Os recursos gráficos do Raspberry Pi é aproximadamente equivalente ao nível de desempenho do Xbox de 2001, operando em 700 MHz por padrão, não aquece o suficiente para precisar de um dissipador de calor ou de frio especial. O SoC é empilhada embaixo do chip de memória RAM, portanto, apenas a sua borda é visível.

### Overclocking
Os dispositivos Raspberry Pi permitem fazer overclock, possibilitando alterações no clock de funcionamento do chip ARM, de todo o SoC ou da memória RAM. Também são possíveis alterações na voltagem de operação dos dispositivos. As várias combinações desses três elementos e os resultados alcançados com o overclock variam conforme cada modelo do Raspberry Pi.

### RAM
Nas placas B modelo beta mais velhos, 128 MB foram alocados por padrão para a GPU, deixando 128 MB para a CPU. No primeiro modelo B foi liberado 256 MB (e Modelo A), três divisões diferentes eram possíveis. A divisão padrão era 192 MB (CPU RAM), que deve ser suficiente para decodificação de vídeo 1080p, ou para simples 3D, mas provavelmente não para os dois juntos. 224 MB era apenas em Linux, com apenas um framebuffer 1080p, e era provável que não era para qualquer vídeo ou 3D. 128 MB era para pesados em 3D, possivelmente também com decodificação de vídeo.
 Comparativamente a Nokia 701 usa 128 MB para o Broadcom VideoCore IV. Para o novo modelo B com 512 MB de RAM, inicialmente, houve novo padrão de divisão de arquivos de memória liberada (arm256_start.elf, arm384_start.elf, arm496_start.elf) para 256 MB, 384 MB e 496 MB CPU RAM (e 256 MB, 128 MB e 16 MB de vídeo RAM). Mas uma semana depois, o RPF lançou uma nova versão de start.elf que podia ler uma nova entrada no config.txt (gpu_mem = xx) e poderia atribuir dinamicamente uma quantidade de RAM (16-256 MB em 8 MB passos) para a GPU, de modo que o método mais antigo de divisões de memória tornou-se obsoleto, e uma única start.elf trabalhou o mesmo para 256 e 512 MB Pis.

### Networking
Apesar de não possuir a porta Ethernet, o Modelo A pode ser conectado a internet através de um adaptador USB de Ethernet ou Wi-Fi. No modelo B da porta Ethernet é fornecido por um adaptador Ethernet USB embutido.

### Periféricos
Teclados USB genéricos e mouses são compatíveis com o Raspberry Pi bem como dispositivos IOT como coletores de dados, leitores e sensores e muita compatibilidade com os maiores fabricantes de dispositivos das melhores praças mundiais bem como gammings dos melhores players também.

### Vídeo
O controlador de vídeo é capaz de atribuir as seguintes resoluções de vídeo: 640 × 350 EGA; 640 × 480 VGA; 800 × 600 SVGA; 1024 × 768 XGA; 1280 × 720 720p HDTV; 1280 × 768 WXGA Variant; 1280 × 800 WXGA Variant; 1280 × 1024 SXGA; 1366 × 768 WXGA Variant; 1400 × 1050 SXGA +; 1600 × 1200 UXGA; 1680 × 1050 WXGA +; 1920 × 1080 1080p HDTV; 1920 × 1200 WUXGA. Ela também pode gerar 576i e 480i sinais de vídeo composto para PAL-BGHID, PAL-M, PAL-N, NTSC e NTSC-J.

### Relógio de tempo real
O Raspberry Pi não vem com um relógio de tempo real(RTC), o que significa que não pode acompanhar a hora do dia, enquanto ele não estiver em execução.
Como alternativas, um programa em execução no Pi pode obter o tempo a partir de um servidor de tempo de rede (Network Time Protocol) ou de entrada do usuário no momento da inicialização.
Um relógio de tempo real (como o DS1307) com bateria de backup podem ser adicionados através da interface I²C.

### Especificações da 1ª geração.
|                                  | Modelo A | Modelo A+ | Modelo B |
| -------------------------------- | --- | --- | --- |
| Preço alvo:                      | US$25 (≃19,95€) | US$20 (≃15,99€) | US$35 (≃27,99€) |
| SoC:                             | Broadcom BCM2835 (CPU, GPU, DSP, SDRAM e uma porta USB) | Broadcom BCM2835 (CPU, GPU, DSP, SDRAM e uma porta USB) | Broadcom BCM2835 (CPU, GPU, DSP, SDRAM e uma porta USB) |
| CPU:                             | 700 MHz ARM1176JZF-S core (ARM11 family, ARMv6 instruction set)< | 700 MHz ARM1176JZF-S core (ARM11 family, ARMv6 instruction set)< | 700 MHz ARM1176JZF-S core (ARM11 family, ARMv6 instruction set)< |
| GPU:                             | Chipset: Broadcom VideoCore IV @ 250 MHz API de renderização: OpenGL ES 2.0 (24 GFLOPS) Descodificador e codificador de alto-perfil: 1080p30 h.264/MPEG-4 AVC, (com licença: MPEG-2 e VC-1) | Chipset: Broadcom VideoCore IV @ 250 MHz API de renderização: OpenGL ES 2.0 (24 GFLOPS) Descodificador e codificador de alto-perfil: 1080p30 h.264/MPEG-4 AVC, (com licença: MPEG-2 e VC-1) | Chipset: Broadcom VideoCore IV @ 250 MHz API de renderização: OpenGL ES 2.0 (24 GFLOPS) Descodificador e codificador de alto-perfil: 1080p30 h.264/MPEG-4 AVC, (com licença: MPEG-2 e VC-1) |
| Memória (SDRAM):                 | 256 MB (compartilhada com GPU) | 256 MB (compartilhada com GPU) | 512 MB (compartilhada com GPU) a partir de 15 de outubro de 2012 |
| Portas USB 2.0:                  | 1 (diretamente do chip BCM2835) | 1 (diretamente do chip BCM2835) | 2 (via USB hub integrado) |
| Saídas de vídeo:                 | RCA Composto (PAL & NTSC), HDMI (revisão 1.3 & 1.4), Painéis LCD via DSI14 resoluções HDMI de 640×350 à 1920×1200 mais diversos padrões PAL e NTSC.                                         | HDMI (revisão 1.3 & 1.4) [14 resoluções HDMI (640×350 a 1920×1200) mais os vários padrões PAL e NTSC] Video composto (PAL e NTSC) via conector TRS 3.5 mm junto com o audio                 | |
| Saídas de áudio:                 | Conector de 3.5 mm, HDMI | Conector de 3.5 mm, HDMI | Conector de 3.5 mm, HDMI |
| Armazenamento onboard:           | SD / MMC / slot para cartão SDIO | SD / MMC / slot para cartão SDIO | SD / MMC / slot para cartão SDIO |
| Rede onboard:                    | Nenhuma | Nenhuma | 10/100 Mbit/s Ethernet (RJ45) |
| Periféricos de baixo nível:      | 8 × GPIO, UART, I²C, SPI com dois seletores de chip, +3.3 V, +5 V, terra | 8 × GPIO, UART, I²C, SPI com dois seletores de chip, +3.3 V, +5 V, terra | 8 × GPIO, UART, I²C, SPI com dois seletores de chip, +3.3 V, +5 V, terra |
| Consumos de energia:             | 300 mA (1.5 W) | 200 mA (1 W) | 700 mA (3.5 W) |
| Fonte de energia:                | 5 V via MicroUSB ou header GPIO | 5 V via MicroUSB ou header GPIO | 5 V via MicroUSB ou header GPIO |
| Tamanho:                         | 85,60 mm × 53,98 mm | 85,60 mm × 53,98 mm | 85,60 mm × 53,98 mm |
| Sistemas Operativos/Operacionais | Debian GNU/Linux, Fedora, Arch Linux, Raspbian, RISC OS | Debian GNU/Linux, Fedora, Arch Linux, Raspbian, RISC OS | Debian GNU/Linux, Fedora, Arch Linux, Raspbian, RISC OS |

## Software
A Fundação Raspberry Pi disponibiliza o Raspberry Pi OS (anteriormente denominado Raspbian), uma distribuição GNU/Linux de 32 bit baseada em Debian. A Fundação promove Python e Scratch como as principais linguagens de programação, mas também provê suporte a várias outras linguagens. O firmware é de código fechado, porém há versões não-oficiais de código aberto. A fundação também disponibiliza sistemas operativos fornecidos por terceiros, tais como Ubuntu, Windows 10 IoT Core, RISC OS, e LibreELEC (distribuição especializada para central multimídia). 
O Raspberry Pi é compatível, entre outros, com sistemas operativos baseados em GNU/Linux e Windows 10 IoT (versão gratuita e adaptada para IoT).
Qualquer linguagem que possa ser compilada na arquitetura ARMv6 pode ser usada para o desenvolvimento de software. O projeto tem como objetivo usar Python como linguagem de referência com suporte à BBC BASIC.
A suíte de escritório livre, LibreOffice, da The Document Foundation, que possui os aplicativos Writer, Calc, Impress, Draw, Math e Base, funciona no Raspberry Pi. 
Outros SOs :
- Archlinux ARM
- Raspbmc  e o  XBMC open source digital media center
- RISC OS - O sistema operacional do primeiro computador baseado em ARM
- OpenELEC[24]
- openSUSE
- Raspberry Pi Fedora Remix
- Slackware ARM
- FreeBSD  e NetBSD
- Plan 9 from Bell Labs e Inferno (em beta)
- Moebius - A distribuição HF ARM luz baseado em Debian. Ele usa repositório Raspbian, mas pode ser armazenado em um cartão SD de 1 GB. Ele tem apenas serviços mínimos e seu uso de memória é otimizado para manter um melhor desempenho.
- OpenWrt - Usado principalmente em dispositivos embarcados para o tráfego de rede de rotas.
- Kali Linux - Uma derivação do Debian, projetado para forense digital.
- WebKiosk instantânea - Um sistema operacional para fins de sinalização digital (vistas da web e da mídia)
- Ark SO - Website e e-mail de auto-hospedagem
- Minepion - Sistema operacional dedicado para  mining cryptocurrency.
- Kano SO [http://kano.me/downloads]

### APIs do driver
Raspberry Pi pode usar uma GPU VideoCore IV através de um sistema binário, que é carregado para a GPU em tempo de inicialização a partir do cartão SD, e de um software adicional(driver), que inicialmente era de código fechado. Esta parte do código do driver foi liberado mais tarde, mas muito do trabalho do driver atual é feito usando o código-fonte fechado. Software aplicativo usa chamadas para bibliotecas run-time de código fechado (OpenMax, OpenGL ES ou OpenVG), que por sua vez chama um driver de código aberto dentro do kernel do Linux. A API do driver de kernel é específico para essas bibliotecas fechadas. Aplicações de vídeo usam OpenMAX, aplicativos 3D usam aplicativos OpenGL ES e 2D usam OpenVG que ambos, por sua vez usam EGL. OpenMAX e EGL usam o driver de kernel de código aberto.

### Software aplicativo de terceiros
Mathematica -. Desde 21 de novembro de 2013, Raspbian inclui uma instalação completa livre deste software proprietário. A partir de 1 de agosto de 2014 a versão é Mathematica 10. 
Minecraft - Lançado 11 de fevereiro de 2013 uma versão para o Raspberry Pi, em que você pode modificar o mundo do jogo com o código.  

## Recepção e uso
Escritor tecnológico Glyn Moody descreveu o projeto em maio 2011 como um "potencial BBC Micro 2.0", não substituindo máquinas compatíveis, mas completando-as. Alex Hope, co-autor do relatório Next Gen, está esperançoso de que o computador irá envolver as crianças com a emoção de programar. O co-autor Ian Livingstone sugeriu que a BBC poderia estar envolvido na construção de suporte para o dispositivo, possivelmente marca-lo como a Nano BBC. Chris Williams, escrevendo no The Register vê a inclusão de linguagens de programação  como ruby para crianças, Scratch e BASIC como um "bom começo" para equipar as crianças com as habilidades necessárias no futuro - embora permaneça a ser visto como eficaz a sua utilização será.  O centro de Computação Histórico apoia firmemente o projeto Raspberry Pi, sentindo que poderia "inaugurar uma nova era". Antes do lançamento, a placa foi apresentado pelo CEO da ARM Warren Leste em um evento em Cambridge esboçando ideias do Google para melhorar a ciência do Reino Unido e educação tecnológica.
Harry Fairhead, no entanto, sugere que mais ênfase deve ser colocada na melhoria do software educacional disponível no hardware existente, usando ferramentas como o Google App Inventor para voltar a programação para as escolas, ao invés de adicionar novas opções de hardware. Simon Rockman, escrevendo em um blog ZDNet, era da opinião de que os adolescentes terão "coisas melhores para fazer", apesar do que aconteceu na década de 1980.
Em outubro de 2012, o Raspberry Pi ganhou Inovação da T3 da concessão do ano,  e futurista Mark Pesce citou um (emprestado) Raspberry Pi como a inspiração para o seu projeto de dispositivo ambiente MooresCloud. Em outubro de 2012, a British Computer Society reagiu ao anúncio de especificações melhoradas, afirmando, "é definitivamente algo que vai querer afundar nossos dentes".

### Comunidade
A comunidade Raspberry Pi foi descrito por Jamie Ayre da empresa de software FLOSS AdaCore como uma das partes mais emocionantes do projeto. A comunidade blogger Russell Davis disse que a força da comunidade permite que a Fundação se concentre na documentação e ensino. A comunidade está desenvolvendo fanzines em torno da plataforma, tais como The MagPi.  Uma série de eventos comunitários Raspberry Jam foram realizadas em todo o Reino Unido e para outros lugares, liderada por Alan O'Donohoe,  principal mestre das TIC no colégio Nossa Senhora  Preston,  e uma comunidade liderada pelo professor de RaspberryJam começou a construir um esquema de crowdsourced de trabalho.

### Uso educativo
A partir de janeiro de 2012, pedidos de informação sobre a placa no Reino Unido foram recebidas de escolas em ambos os setores públicos e privados, com cerca de cinco vezes mais de interesse do último. Espera-se que as empresas irão patrocinar compras para as escolas menos favorecidas.  O CEO da Premier Farnell disse que o governo de um país no Oriente Médio demonstrou interesse em fornecer uma placa para cada estudante, a fim de melhorar suas perspectivas de emprego e mitigar o grave problema incondicional do predacionismo da concentração de renda de grandes grupos econômicos, que insistem por se posicionar em oligopólios comerciais, sendo que poderiam se recompor de outros modos melhores e maiores, mais maturidade nos países em que se adentram, algo que apenas pode e deve mudar em 20 anos ou mais se os Congressos Nacionais locais resolverem pontuar nisto por meio de uma educação reformulada com menor deformação de caráter.
A Fundação Raspberry Pi e Oxford, Cambridge e RSA Examinations lançou um Curso online  beta do Cambridge GCSE Computing, baseado em torno do atual currículo GCSE Computing. O curso será composto de vídeos, animações e tarefas interativas sobre cada parte do currículo apresentado pelos professores do Reino Unido. O beta está atualmente apresentado por Clive Beale, que é o Chefe de Desenvolvimento da Educação. Todas as tarefas serão apoiados por materiais escritos e de áudio e transcrições de texto disponíveis para alunos com deficiência. O primeiro curso será vinculada a uma qualificação formal GCSE.  
Oxford, Cambridge e RSA Examinations também fornecem recursos para usar com um Raspberry Pi para professores que gostariam de usar o dispositivo em suas aulas, havendo uma grande infinidade de conexões compatíveis tanto de periféricos quanto software, dado que sua compatibilidade é hoje sem precedentes e exemplar neste belo conceito.

## Acessórios
O Raspberry Pi contém um único acessório oficial, que se trata de uma câmera de 5 MP ligada ao conector CSI da placa.
Lançada em 14 maio de 2013, a câmera pode também filmar em 1080p e foi precedida de um modelo chamado NoIR sem filtro infravermelho, sendo essa a única diferença entre elas, pois se trata basicamente da mesma câmera.

### Câmera
Em 14 de maio de 2013, a fundação e os distribuidores RS Components & Premier Farnell / Elemento 14 lançou a placa da câmera Raspberry Pi com uma atualização de firmware para acomodá-lo. A placa da câmera é fornecido com um cabo plano flexível que se conecta ao conector CSI localizado entre as portas Ethernet e HDMI. No Raspbian, uma permite que o sistema utilize a placa da câmera pela instalação ou atualização para a versão mais recente do sistema operacional e, em seguida, executar o Raspi-config e selecionando a opção câmera. O custo do módulo da câmera é de 20 euros na Europa (9 de setembro de 2013).  Pode produzir 1080p, 720p, vídeo 640x480p. As dimensões das polegadas são 25 mm x 20 mm x 9 milímetros.
Câmera infravermelha - em outubro de 2013, a fundação anunciou que iria começar a produzir um módulo de câmera sem um filtro infravermelho, chamado de Pi Noir. 

### Gertboard
Um dispositivo sancionada Raspberry Pi Foundation concebidos para fins educativos, e expande pinos GPIO do Raspberry Pi para permitir interação e o controle de LEDs, interruptores, sinais analógicos, sensores e outros dispositivos. Ele também inclui um controlador compatível com Arduino para fazer a interface com o Pi.  

### HAT (Hardware anexada on Top) placas de expansão
Juntamente com o modelo B +, inspirado nas placas de blindagem Arduino, foram elaborados pela Fundação Raspberry PI. Cada placa HAT carrega uma pequena EEPROM (normalmente um CAT24C32WI-GT3) contendo os dados relevantes do conselho, de modo que o SO do Raspberry Pi é informado do HAT, e os detalhes técnicos que são relevantes para o SO utilizando o HAT.

## Outros computadores de placa única
Outros produtos similares são as placas Beaglebone Black, Beagleboard, Pandaboard, Hawkboard, dentre outras.